# Vườn quốc gia Quttinirpaaq
Vườn quốc gia Quttinirpaaq là một vườn quốc gia tại Canada. Nó nằm ở góc Đông bắc của đảo Ellesmere trong khu vực Qikiqtaaluk của Nunavut, trong khu vực xa nhất về phía bắc của Canada, đây là vườn quốc gia gần Bắc Cực thứ hai trên Trái Đất, sau Vườn quốc gia Đông Bắc Greenland. Trong ngôn ngữ Inuktitut, Quttinirpaaq có nghĩa là "đỉnh của thế giới". Nó được thành lập như là một Khu bảo tồn vườn quốc gia đảo Ellesmere vào năm 1988, và được đổi tên thành Quttinirpaaq vào năm 1999, khi Nunavut được thành lập, trở thành một vườn quốc gia vào năm 2000. Diện tích vườn quốc gia trải trên 37.775 km 2 (14.585 sq mi), làm cho nó trở thành vườn quốc gia có diện tích lớn thứ hai ở Canada, sau Vườn quốc gia Wood Buffalo.

## Tự nhiên
Đất đai ở đây chủ yếu là đá và băng tuyết. Nó là một sa mạc cực kỳ khắc nghiệt với lượng mưa hàng năm rất khan hiếm. Phần lớn các cao nguyên của vườn quốc gia được bao phủ trong băng tuyết. Các tảng băng trôi và sông băng hình thành từ thời kỳ đóng băng Wisconsin, giai đoạn cuối của kỷ băng hà.
Khu vực cao nhất tại vườn quốc gia là đỉnh Barbeau, cao 2.616 m (8.583 ft), cũng là ngọn núi cao nhất tại Nunavut.

## Lịch sử
Do vĩ độ cao của nó cùng hệ động vật hoang dã hạn chế, nên tại đây chưa bao giờ có bất kỳ sự hiện diện của những nhà thám hiểm nào trên đảo Ellesmere. Các đường chuyền từ vịnh hẹp Tanquary qua hồ Hazen cho thấy bằng chứng của những người sống tại Bắc Cực từ khoảng 5000 năm trước. vòng Tent và chỗ chứa thực phẩm cho thấy khu vực này được viếng thăm bởi những người thuộc tiền Dorset, Dorset và người Thule, tổ tiên của hiện đại Inuit.
Phía đông và tận cùng phía bắc của hòn đảo này đã được sử dụng như là một điểm khởi đầu cho nhiều cuộc thám hiểm địa cực. Fort Conger là một cơ sở nghiên cứu thăm dò Bắc Cực đầu tiên tại đây, và hiện đang được bảo tồn và duy trì như một tòa nhà di sản liên bang.

## Động thực vật
Động vật hoang dã gồm có Lemmini, thỏ Bắc Cực, Bò xạ hương và sói Bắc Cực, nhưng thảm thực vật tại đây rất thưa thớt bởi nhiệt độ khắc nghiệt khiến các loài động vật ăn cỏ chỉ có số lượng nhỏ. Tuần lộc Peary là loài ăn cỏ có số lượng tốt nhất tại vườn quốc gia. Trong những tháng mùa hè, một số loài chim xuất hiện trong vườn quốc gia bao gồm Chim choi choi, Dẽ lưng nâu, Cắt kên kên và Jaeger đuôi dài. Thực vật chủ yếu gồm liễu lùn và bông Bắc Cực, ngoài ra là cỏ và địa y. Thực vật và động vật sinh sản phát triển tập trung hơn trong khu vực hồ Hazen, nhờ có một khí hậu ôn hòa hơn so với khu vực băng giá xung quanh, hay các đỉnh núi bao phủ và thung lũng đầy tuyết.

## Du lịch
Vịnh hẹp Tanquary và hồ Hazen là các điểm truy cập chính cho khách du lịch. Hai tuyến đường Backpacking là tuyến đường giữa Hồ Hazen và Tanquary, và một tuyến đường vòng xung quanh các chỏm băng Astra Ad và Viking, cả hai khoảng 100 km. Nó cũng là một di sản tiềm năng đã được đề cử vào năm 2004.

## Hình ảnh

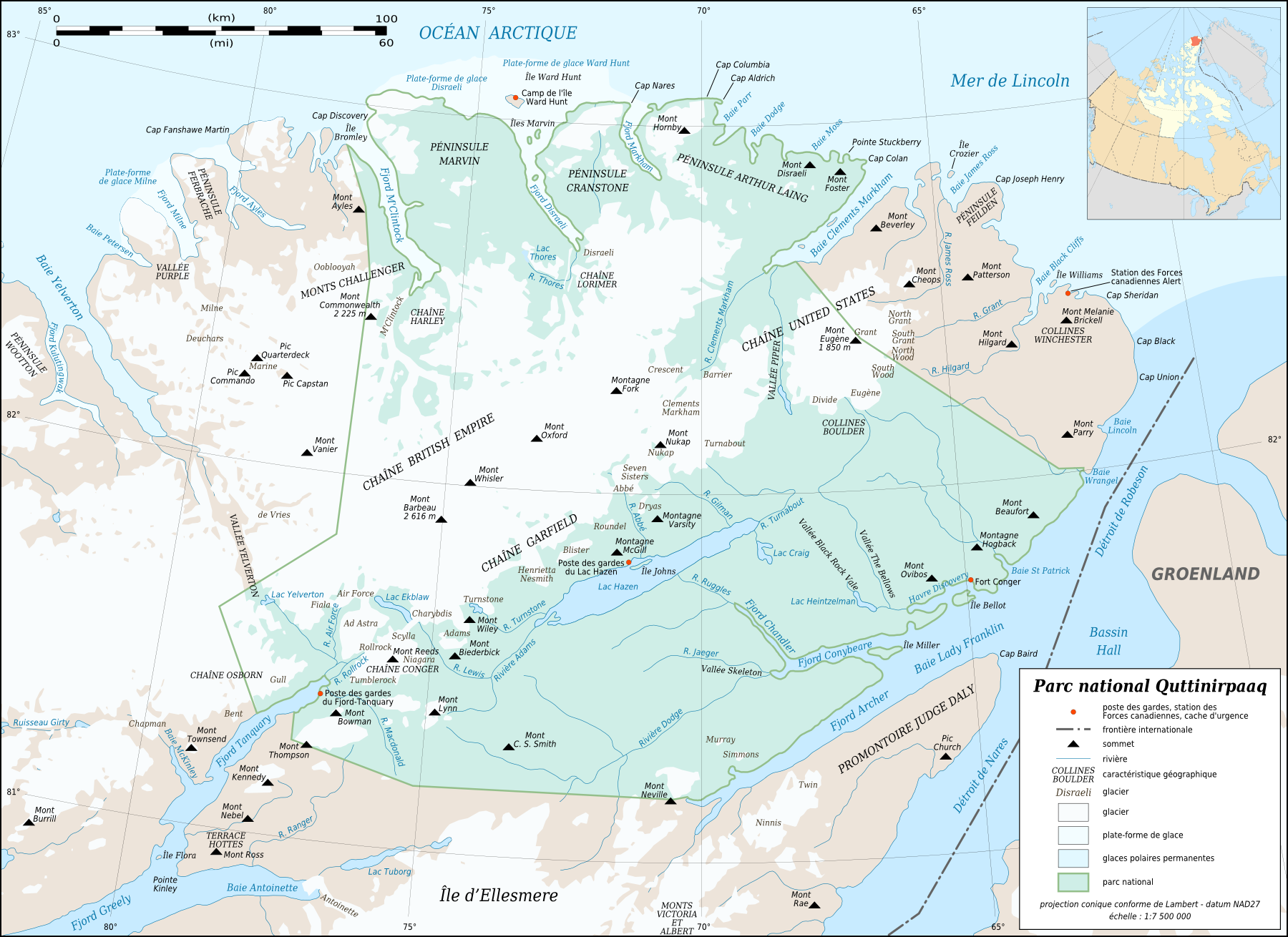
Bản đồ vườn quốc gia Quttinirpaaq
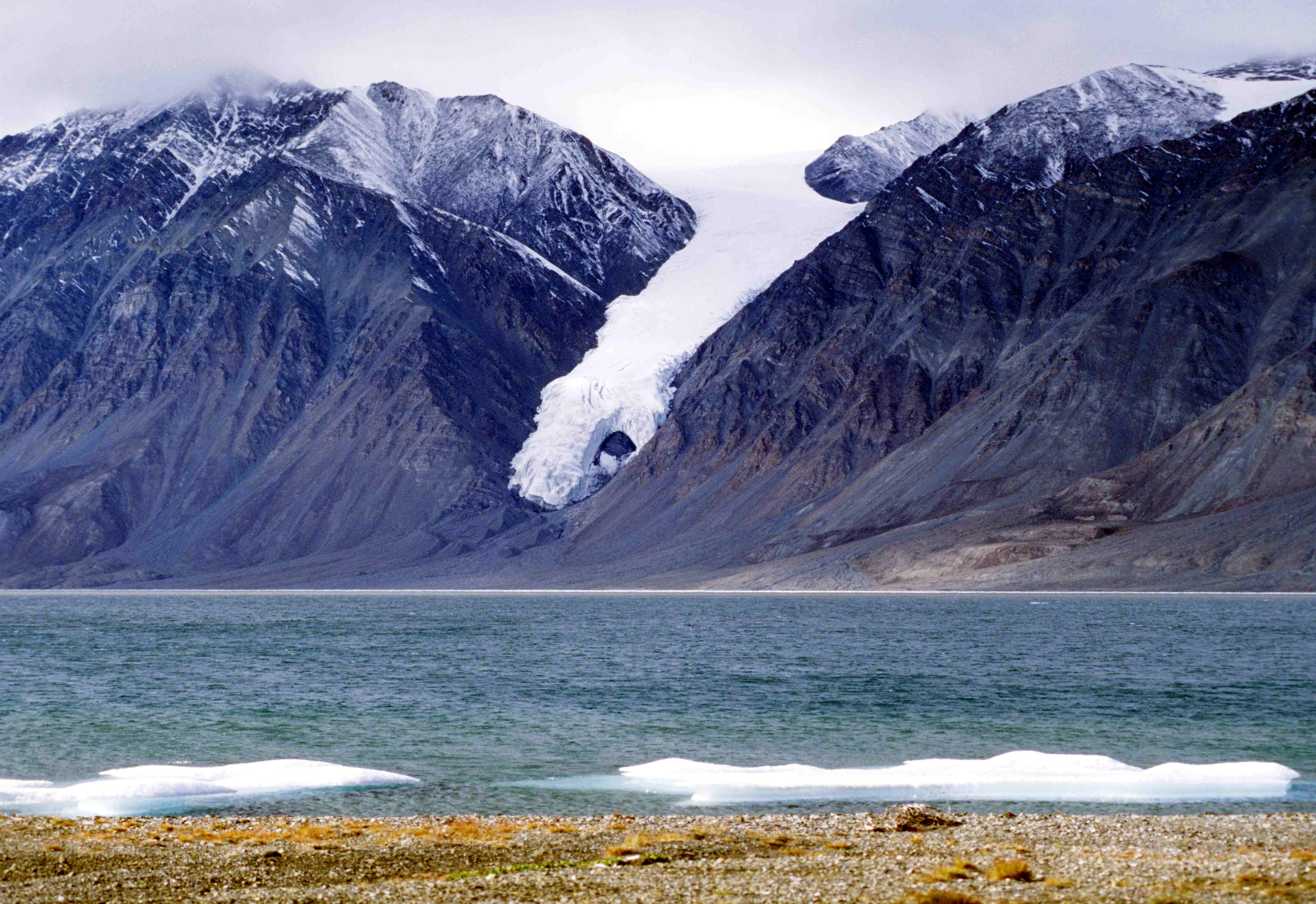
Sông băng Gull tại Vịnh hẹp Tanquary
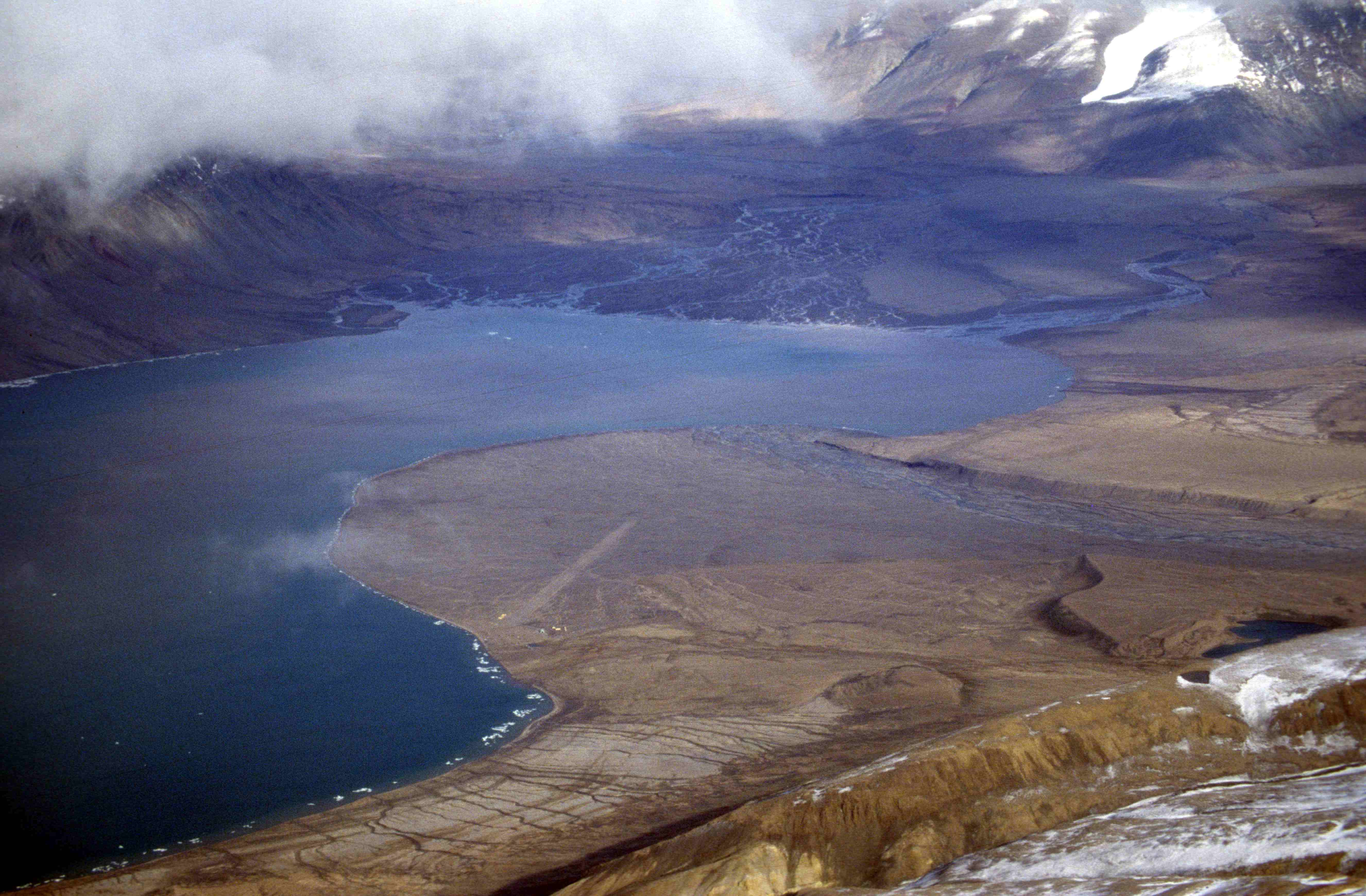
Vịnh hẹp Tanquary, tại hợp lưu của sông Air Force, Rollrock và Macdonald
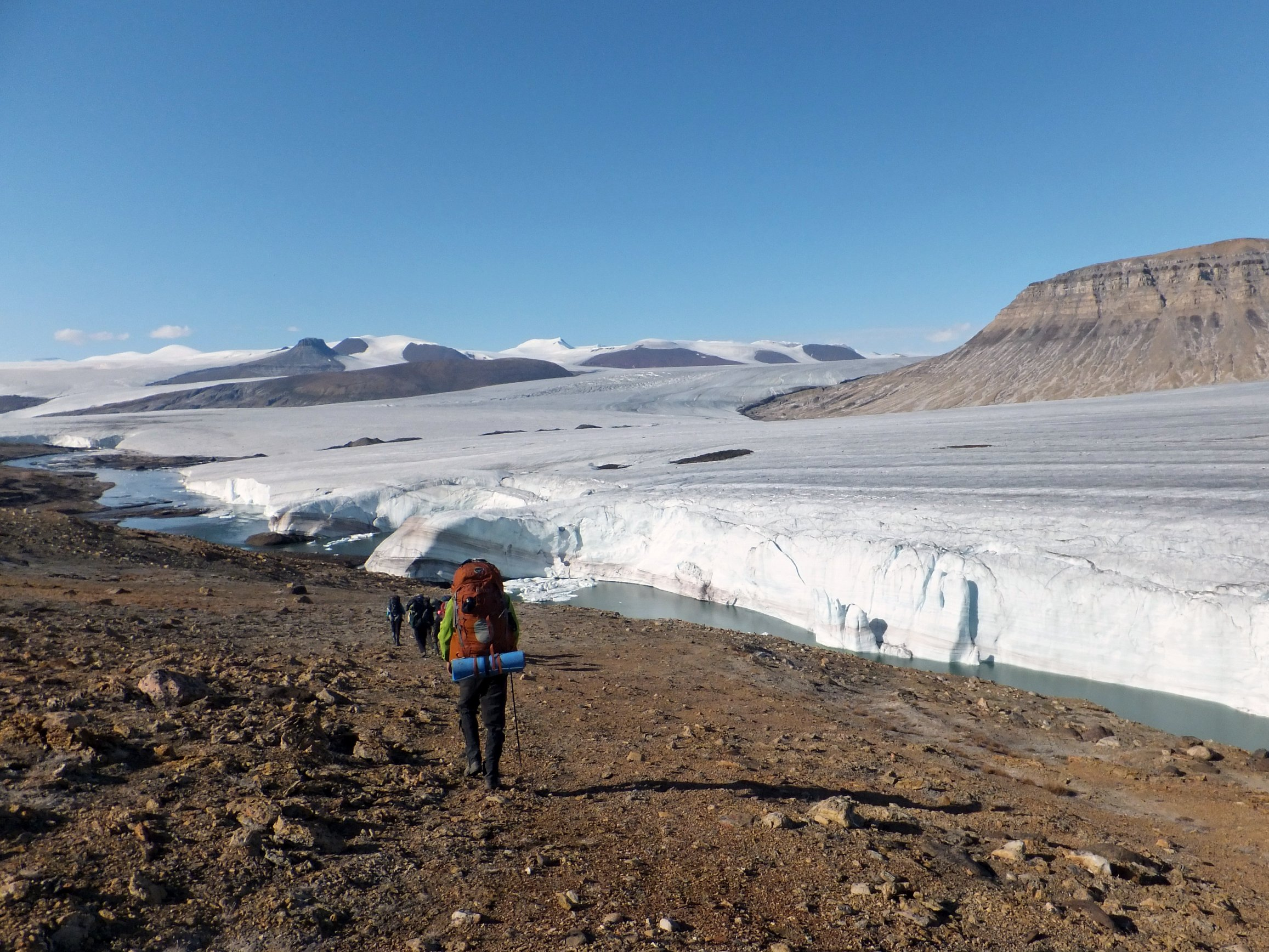
Sông băng Air Force 2011
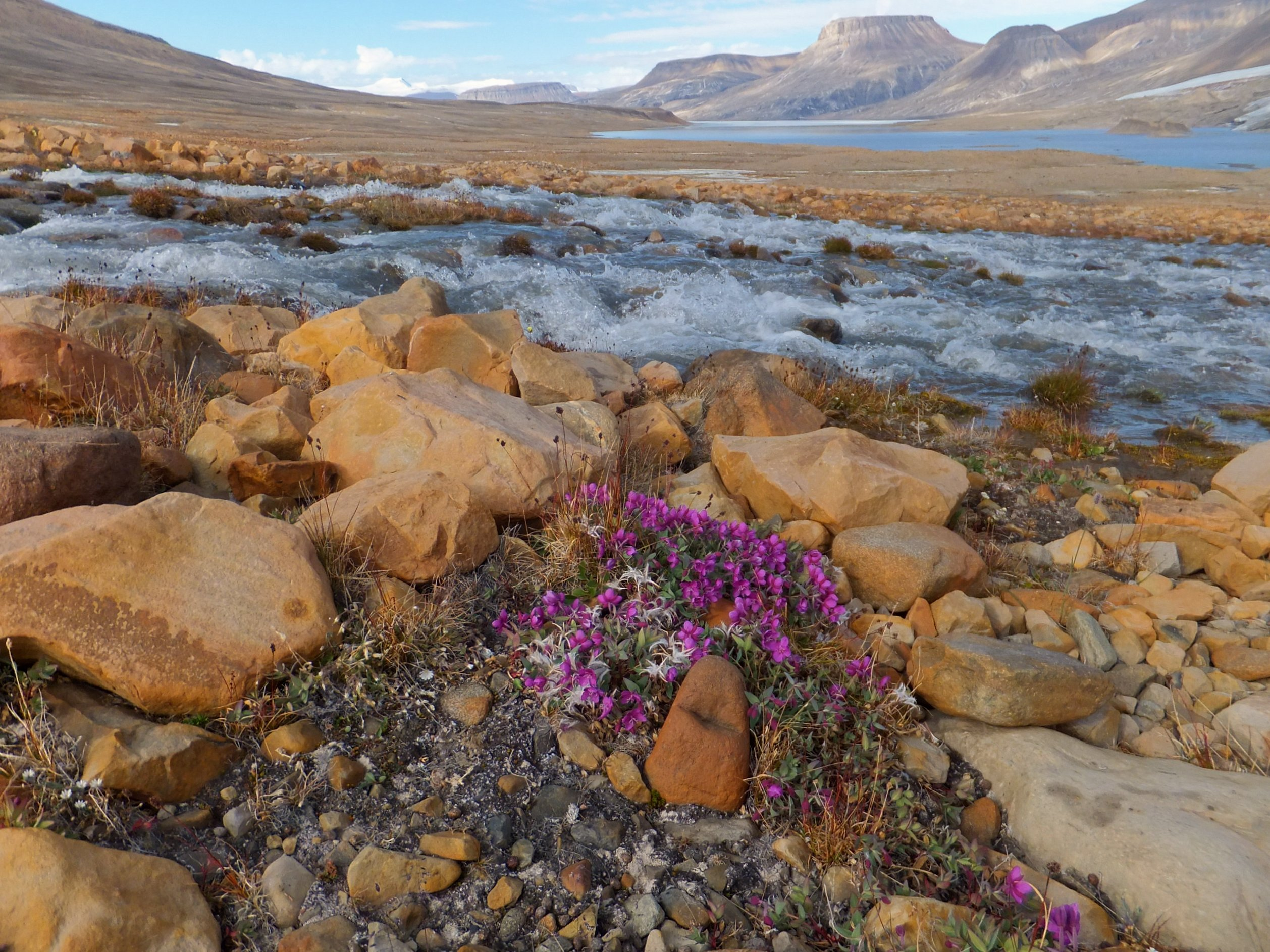
Sông Beauty và hồ Ekblaw
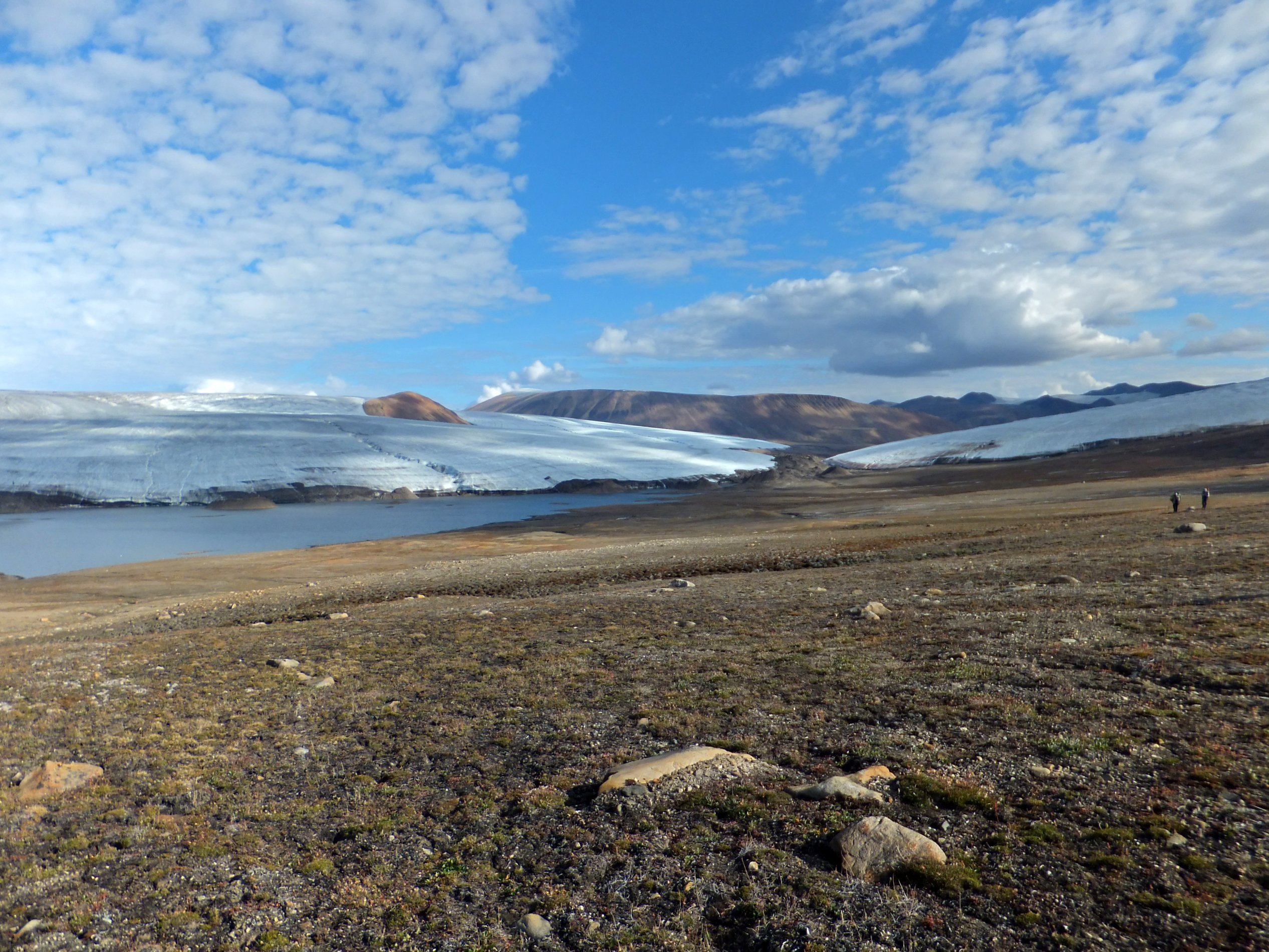
Hợp lưu của Scylla và sông băng Charybdis
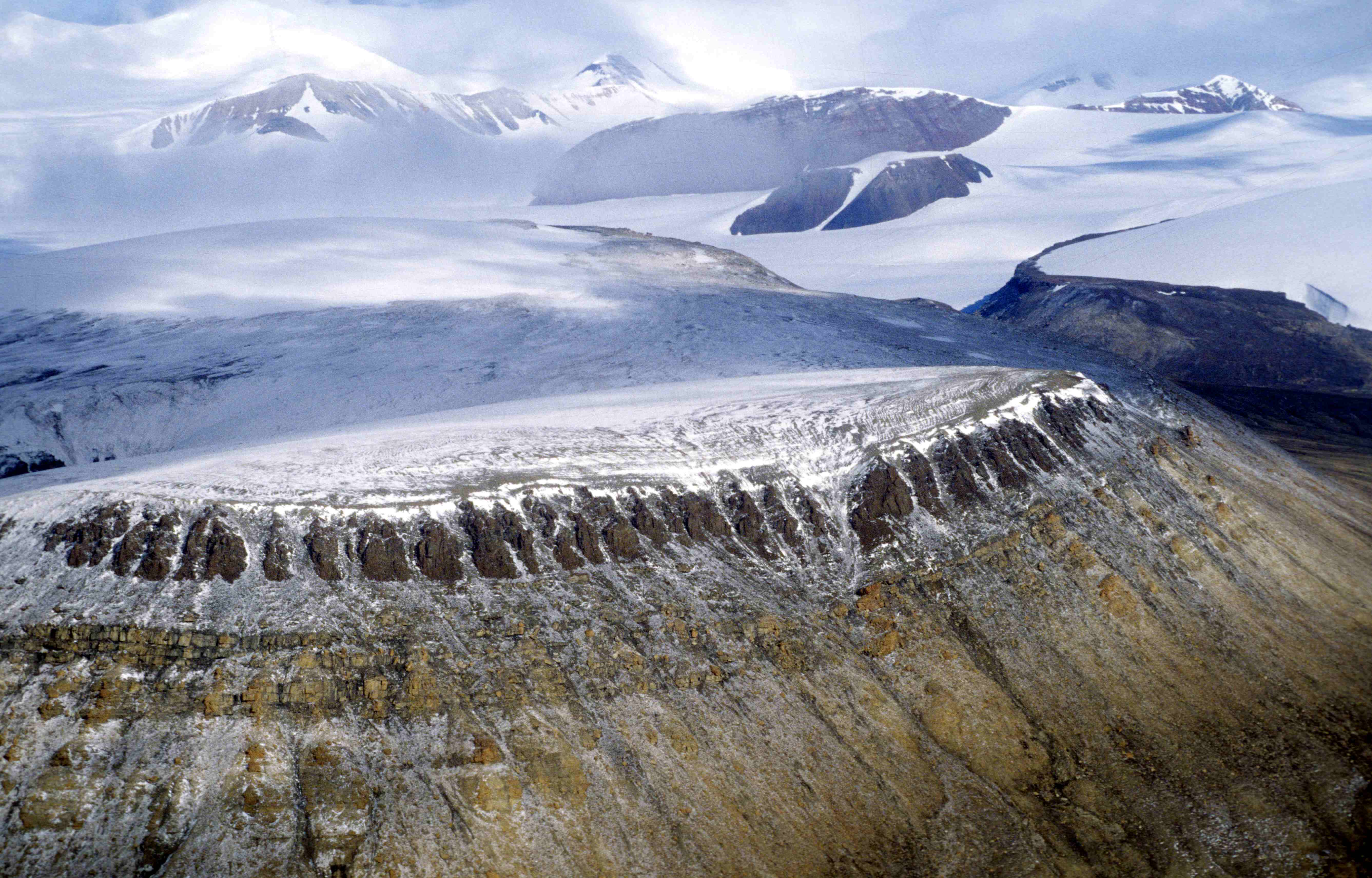
Dãy núi British Empire, phía Bắc Tanquary
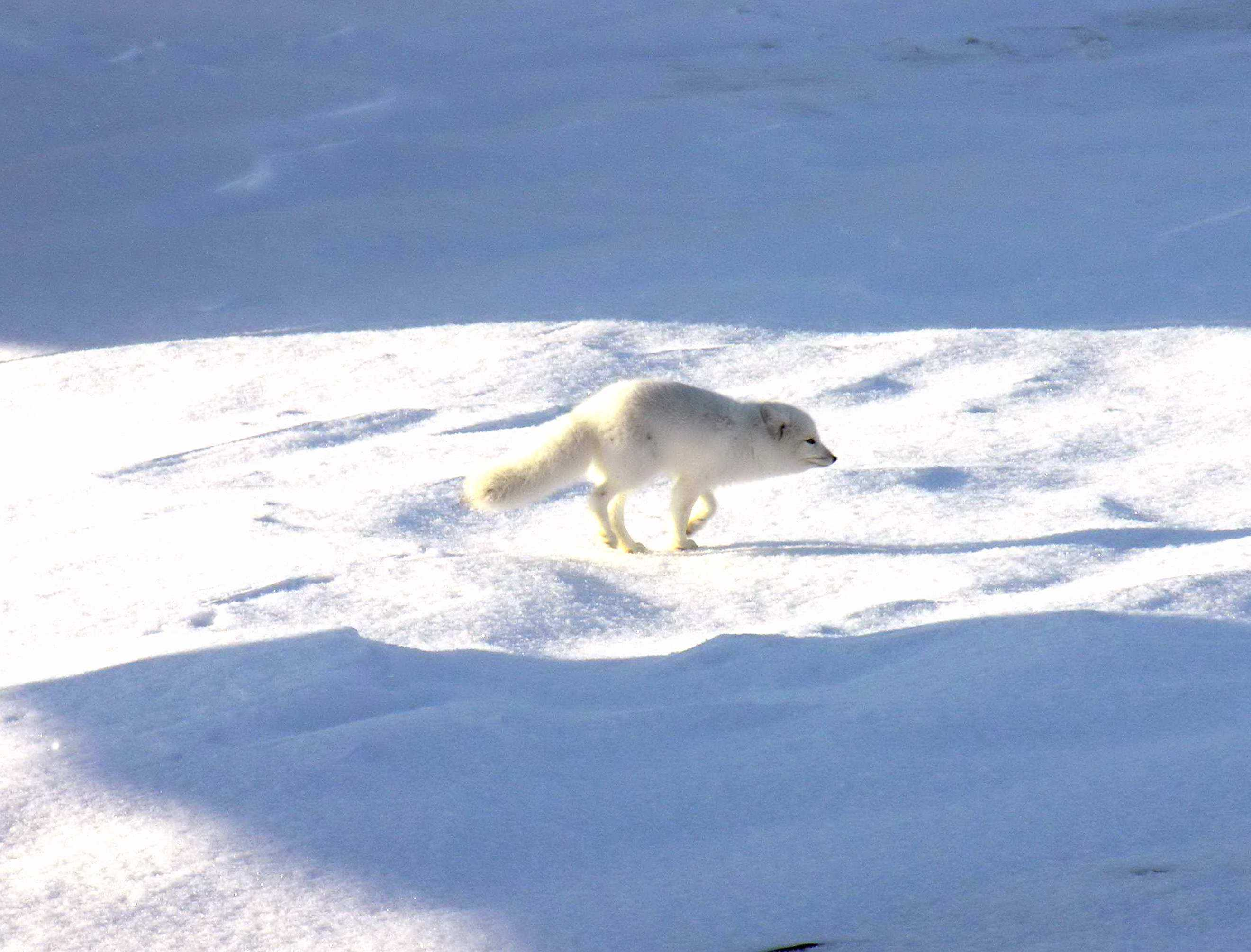
Cáo Bắc Cực (Alopex lagopus)
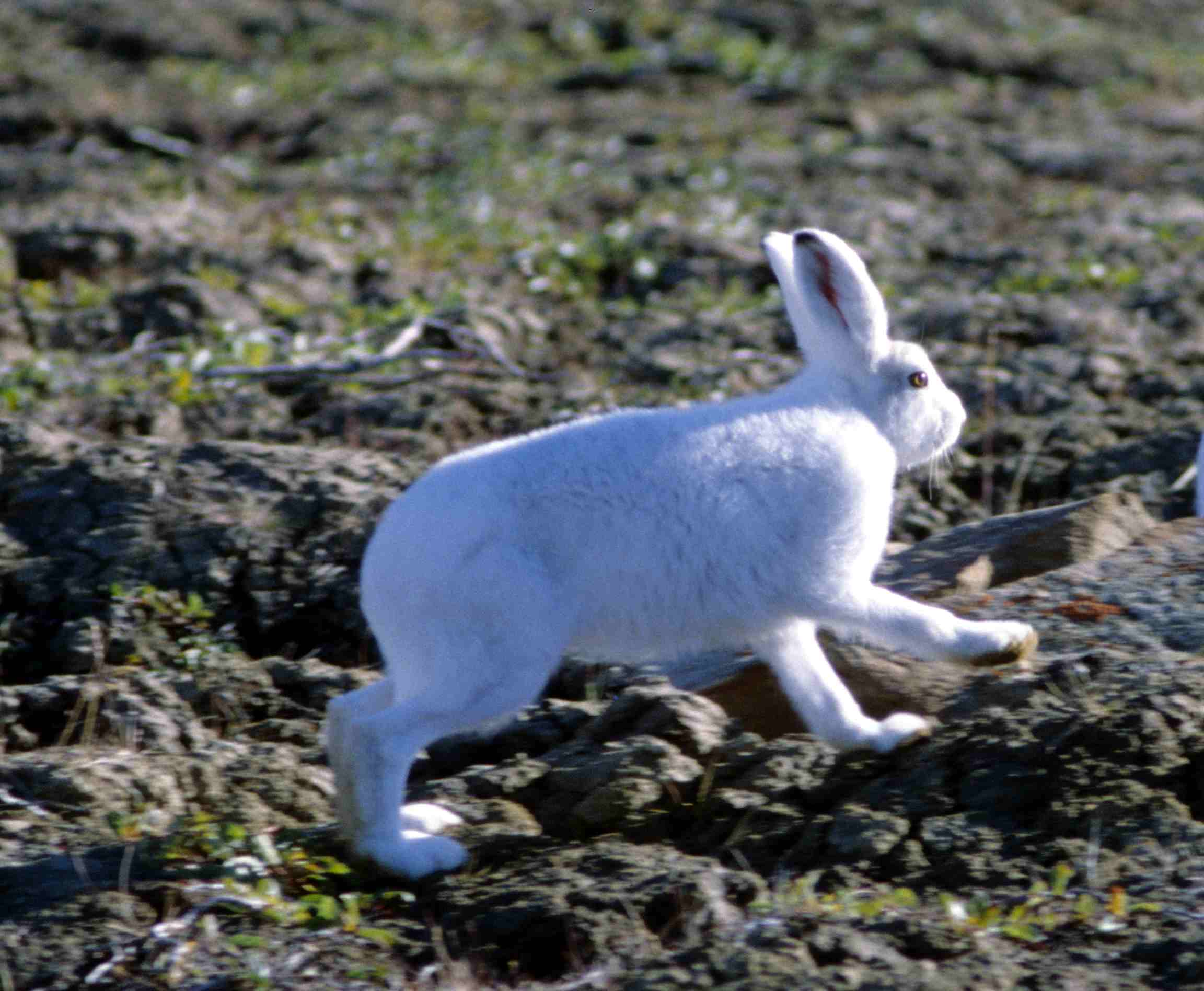
Thỏ Bắc Cực (Lepidus arcticus )